# ヨヌツ・ネデルチャル
ヨヌツ・ネデルチャル（ルーマニア語: Ionuț Nedelcearu、1996年4月25日 - ）は、ルーマニアのサッカー選手。ルーマニア代表。ポジションはDF。

## クラブ歴
ブカレストに生まれ、7歳の時にFCディナモ・ブカレストの下部組織に加入した。2013年10月31日に17歳でトップチーム初出場をクパ・ロムニエイで記録した。同年12月13日にリーガ1で初出場を記録した。2015年10月28日にプロ初得点を記録したが、この試合で彼はオウンゴールも記録した。
2018年2月15日、3年半契約でロシア・プレミアリーグのFCウファに完全移籍。2019年夏にはFCゼニト・サンクトペテルブルクやASローマといったクラブからも興味を持たれているとの報道が流れたが、移籍は実現しなかった。
2020年10月5日、4年契約でギリシャ・スーパーリーグのAEKアテネFCに完全移籍。11月1日に移籍後初得点を記録した。
2021年7月16日、セリエBのFCクロトーネに3年契約で完全移籍、移籍金は120万ユーロであった。
2022年7月27日、クロトーネがセリエCに降格したため、入れ替わりでセリエBに昇格してきたパレルモFCに3年契約で完全移籍した。

## 代表歴
2018年3月27日に行われたスウェーデン代表戦で途中出場しA代表初出場を果たした。2020年11月11日に行われたベラルーシ代表との親善試合で2得点を記録し、代表初得点となった。

## 私生活
父のマリン・ネデルチャルもサッカー選手。